# Bardo (Polonia)
Bardo (in tedesco Wartha) è un comune urbano-rurale polacco del distretto di Ząbkowice Śląskie, nel voivodato della Bassa Slesia.
Ricopre una superficie di 73,41 km² e nel 2006 contava 5 635 abitanti.